# جيم أنتوني
جيم أنتوني (بالإنجليزية: Jim Cash)‏ هو كاتب سيناريو أمريكي، ولد في 17 يناير 1941 في مدينة بوين في الولايات المتحدة، وتوفي في 25 مارس 2000 في إيست لانسنغ في الولايات المتحدة.

## وصلات خارجية
- جيم أنتوني على موقع IMDb (الإنجليزية)
- جيم أنتوني على موقع أول موفي (الإنجليزية)
- جيم أنتوني على موقع قاعدة بيانات الأفلام السويدية (السويدية)
- جيم أنتوني على موقع قاعدة بيانات الفيلم (الإنجليزية)